# Pohorská Ves
Pohorská Ves (dříve Terčí Ves, německy Theresiendorf) je nejvýše položenou obcí v Novohradských horách, resp. v přírodním parku Novohradské hory. Obec se nachází v okrese Český Krumlov, její jižní a východní hranice tvoří současně hranici ČR a Rakouska. Je vzdálena 35 km od okresního města; nejbližšími městy jsou: Kaplice (16 km SZ), Trhové Sviny (21 km S) a Nové Hrady (21 km SV).
Žije zde 245 obyvatel.

## Části obce
- Pohorská Ves (k. ú. částečně Dolní Příbraní, jinak Pivonice u Pohorské Vsi)
- Janova Ves (k. ú. Dolní Příbraní)
- Lužnice (k. ú. Lužnice u Pohorské Vsi)
- Pohoří na Šumavě (k. ú. Pohoří na Šumavě)
- Terčí Dvůr[4]

### Zaniklé osady
- Dolní Příbraní – zaniklá obec jihovýchodně od Pohorské Vsi. V roce 1921 měla až 527 obyvatel. Zanikla v roce 1956.
- Horní Příbraní – zaniklá osada
- Jiřice – zaniklá ves při silnici na Pohoří. V roce 1921 měla 115 obyvatel. Zanikla v roce 1955.
- Jitronice – zaniklá osada
- Klepná – zaniklá osada
- Leopoldov – zaniklá ves
- Pavlína – zaniklá osada
- Pivonice – zaniklá osada
- Polžov – zaniklá osada
- Skleněné Hutě – zaniklá osada
- Stříbrné Hutě – zaniklá osada
- Terčí Huť – původní osada se čtyřmi domy a sklářskou hutí, jižně od Žofínského pralesa
- Zlatá Ktiš – zaniklá osada

## Příroda
Obcí protéká Pohořský potok, na východě území obce (u Pohoří na Šumavě) Lužnice, při jižní hranici potom Malše. Pod vrcholem Myslivna (1040 m n. m.) pramení říčka Černá. Na území obce jsou dva ze tří tisícimetrových vrcholů české části Novohradských hor, nejvyšší vrchol české části  tohoto pohoří  – Kamenec (1073 m n. m.) a ptačí oblast Novohradské hory.

### Národní přírodní rezervace
- Žofínský prales – nejstarší přírodní rezervace ve střední Evropě, vyhlášená majitelem panství Buquoyem 28. srpna 1838 na ploše 40 ha (později rozšířeno na 102 ha). Prales není veřejnosti přístupný.

### Přírodní rezervace
- Přírodní rezervace Pivonické skály, jejíž součástí je hora Stříbrný vrch (941 m n. m.).[5]

Poznámka: Jeden kilometr západně od Pohorské Vsi, na území obce Malonty, leží přírodní rezervace Rapotická březina.

### Přírodní památky
- Přírodní památka Horní Malše
- Přírodní památka Myslivna
- Přírodní památka Pohoří na Šumavě
- Přírodní památka Pohořské rašeliniště
- Přírodní památka Prameniště Pohořského potoka
- Přírodní památka Stodůlecký vrch
- Přírodní památka U tří můstků

### Památné stromy
- Pohorská lípa – památný strom (lípa malolistá), ve středu obce poblíž kostela.
- Pohořský zerav, jeden z nejmouhutnějších exemplářů zeravu obrovského (Thuja plicata) v Česku.

## Historie

### Pohorská Ves
Pohorská Ves byla založena až v roce 1769, kdy bylo v lesích tehdejšího buquoyského panství postaveno několik dřevorubeckých domků. Nová vesnice byla pojmenována Terčí Ves podle manželky majitele zdejšího panství Terezie Buquoyové. Postupem času se vesnice dále rozvíjela, byla zde postavena hospoda, škola a kostel. Většinu obyvatel obce tvořili již od počátku Němci.

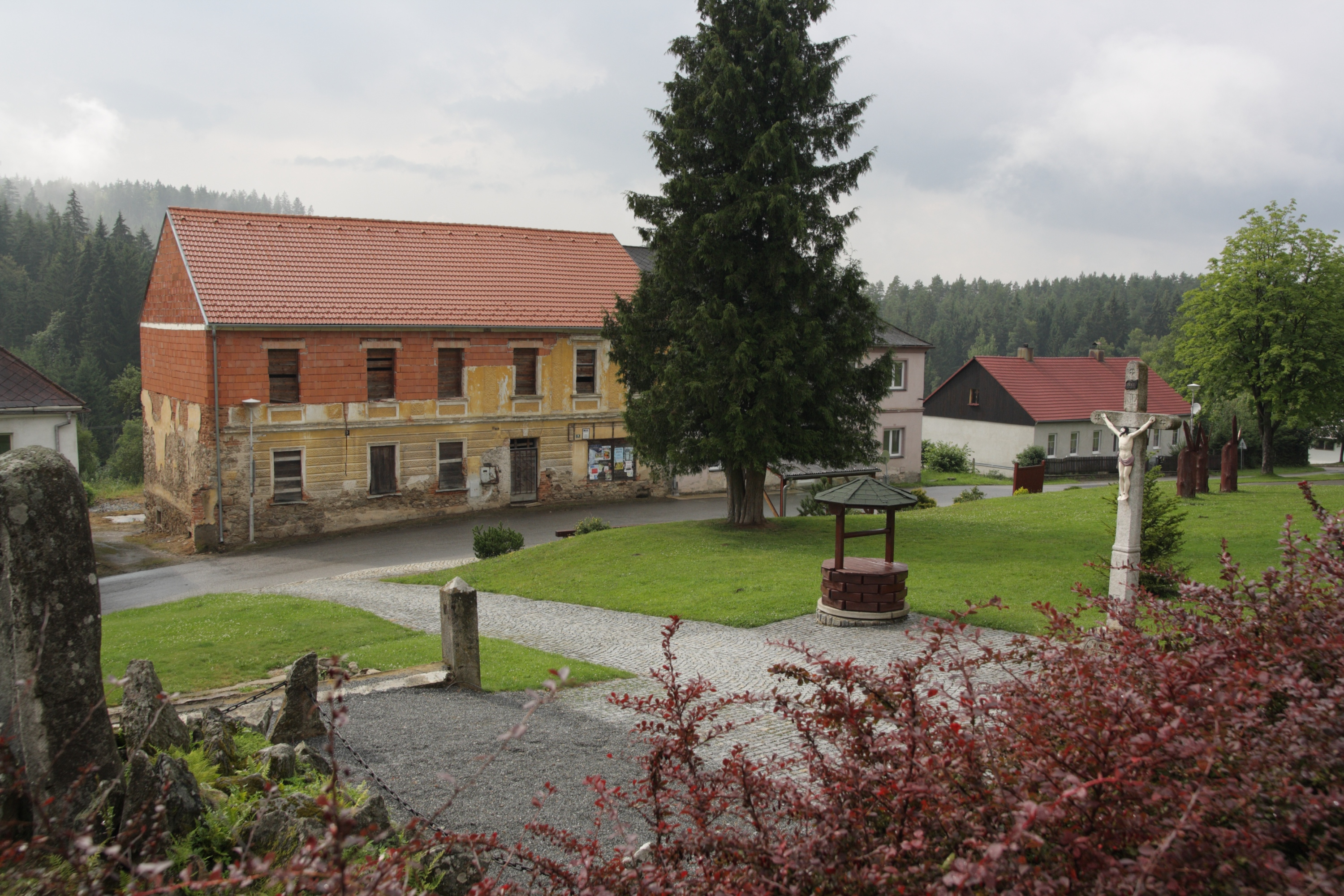
Pohled na náves od kostela

V roce 1810 navštívil vesnici tehdejší císař František I. V roce 1838 byla na katastru obce vyhlášena naše nejstarší přírodní rezervace – Žofínský prales. Obec se dále rozvíjela v 19. i 20. stol. Pošta zde byla zřízena v roce 1894.
Za první republiky se zde uživily 4 hostince, 3 obchody, řeznictví, 3 pekařství, 2 trafiky. Dále zde měla pobočku i pojišťovna. V důsledku uzavření Mnichovské dohody byla Pohorská Ves v letech 1938 až 1945 přičleněna k nacistickému Německu.
Po druhé světové válce bylo německé obyvatelstvo odsunuto a obec byla dosídlena rumunskými Slováky. V 70. letech 20. století se do obce postupně přistěhovalo relativně velké množství Romů, kteří zde pracovali v dřevozpracujícím průmyslu. Od 1. ledna 1981 se Pohorská Ves stala součástí 11 km vzdáleného Benešova nad Černou, jehož katastr tímto krokem nabyl doslova „mamutích“ rozměrů (160 km²).
Od 70. let se také dále rozšiřovalo hraniční pásmo, jehož vnitrozemský okraj se od Pohoří na Šumavě posunul až na okraj zástavby Pohorské Vsi. Ještě v létě 1989 byly běžné kontroly dokladů v autobusech do Pohorské Vsi a další namátkové legitimování osob v obci. Tyto úkony měla v kompetenci Pohraniční stráž.

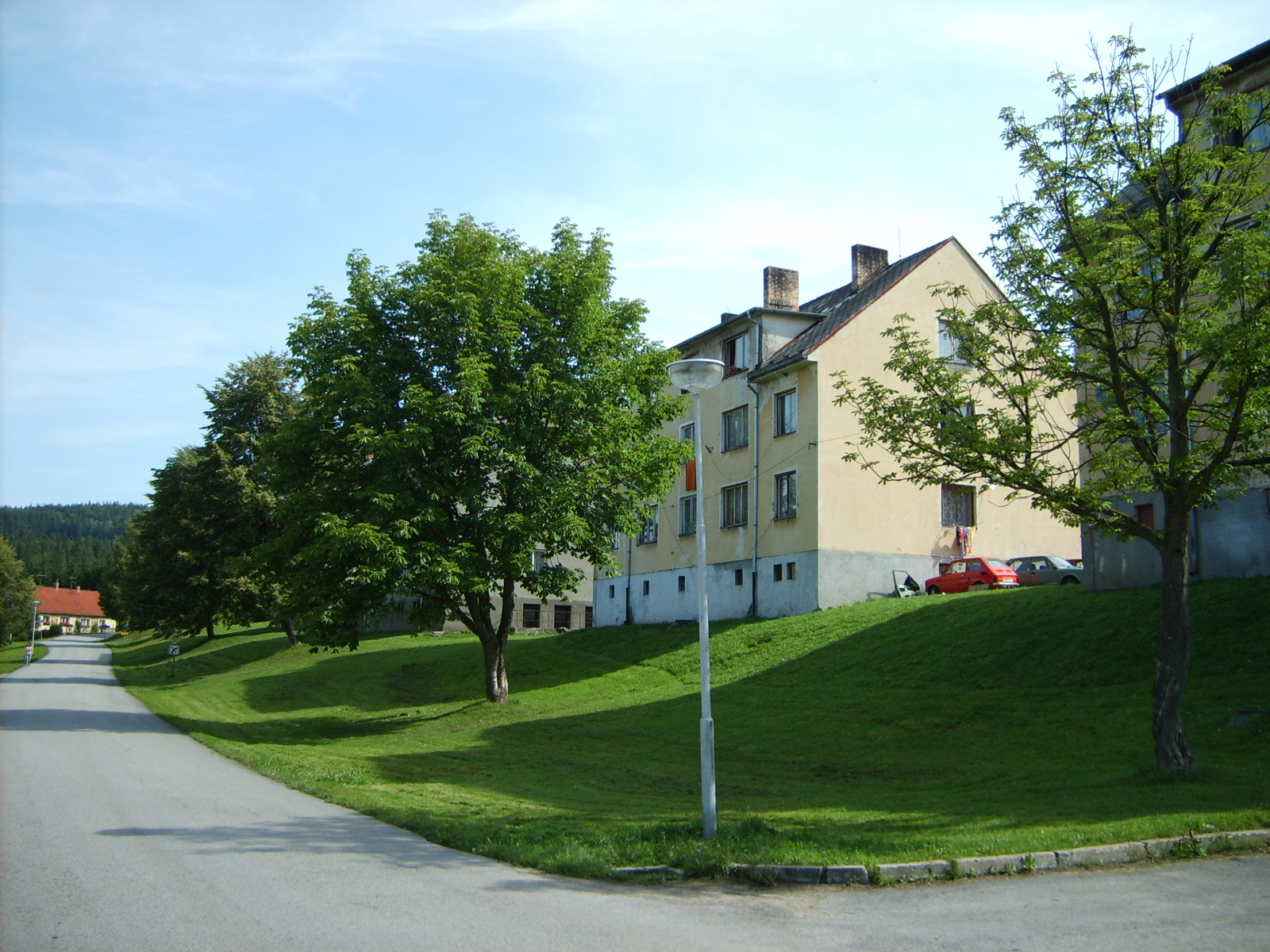
Hlavní ulice s bytovkami

Již od konce roku 1989 však spolu s komunistickou nadvládou zaniklo i hraniční pásmo a celý katastr obce byl normálně zpřístupněn turistům. 1. července 1990 byla Pohorská Ves obnovena jako samostatná obec. V roce 1992 byla vyznačena červená turistická značka směrem na Dolní Dvořiště a dále k Vltavě.

### Pohoří na Šumavě
Pod Pohorskou Ves administrativně patří také zaniklá obec Pohoří na Šumavě. Bylo založena kolem roku 1700, v roce 1779 zde byl v pozdně barokním slohu vystavěn kostel Sv. Panny Marie Dobré rady. Koncem 19. století zde 1 323 lidí, z toho až 19 % Čechů. Konec obci přineslo odsunutí zdejších Němců po druhé světové válce, a vznik přísně střeženého hraničního pásma. V roce 1950 se skoro vybydlená obec stala součástí Pohorské Vsi. V roce 1978 byla obec již zcela bez obyvatel. Stavby byly postupně demolovány armádou. Dne 30. května 1999 se zřítila věž kostela Sv. Panny Marie Dobré rady společně se střechou hlavní lodi. V současné době je kostel částečně opravován, zejména z dobrovolných sbírek. Zároveň proběhla výstavba několika nových objektů, za zmínku stojí budova na místě bývalé fary, která je svým vzhledem původní budově dosti podobná. Z Pohoří je nyní povolen automobilový provoz (s hmotnostním omezením) i do sousedního Rakouska díky Schengenskému systému.

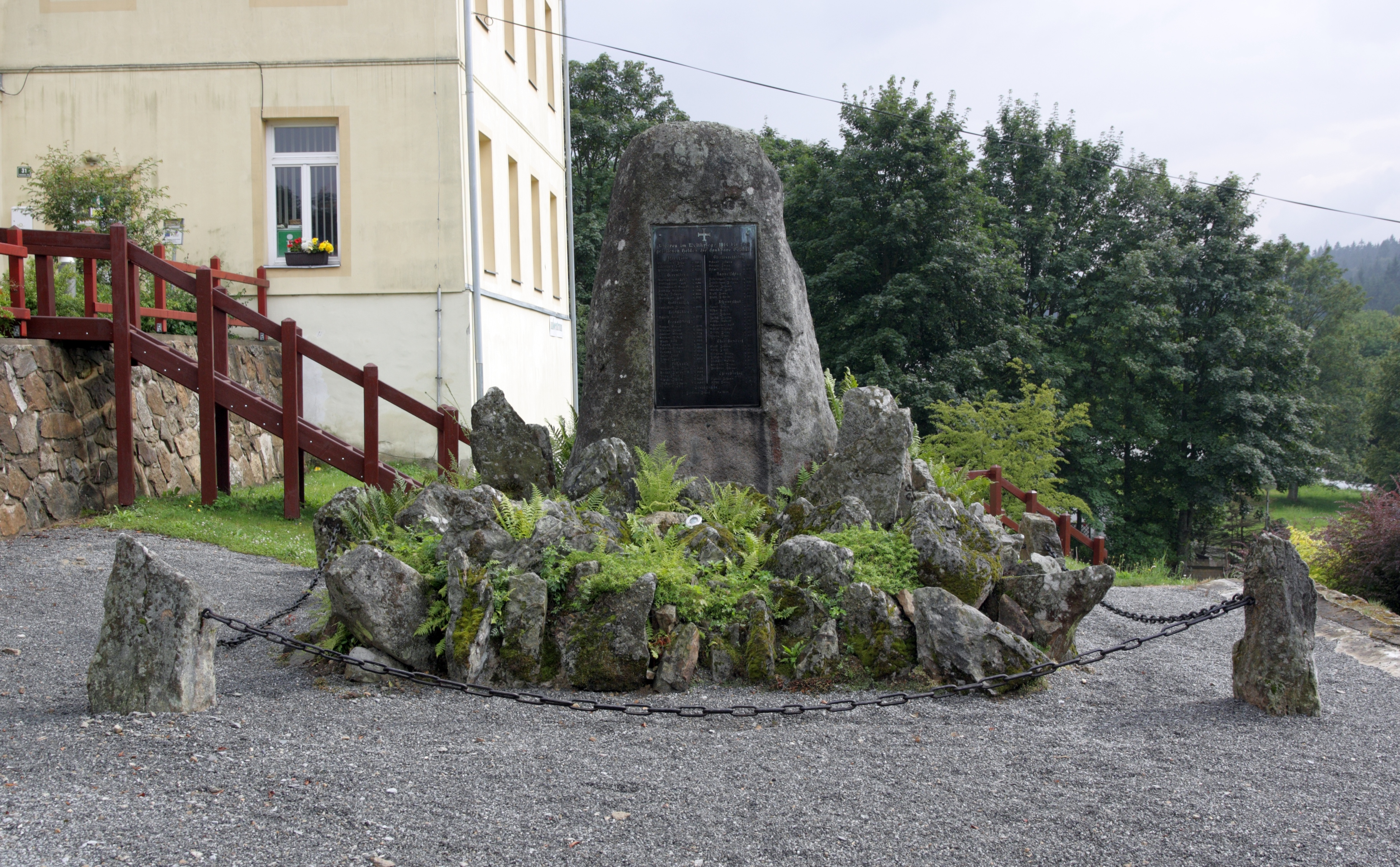
Památník občanům obce padlým během první světové války

## Současnost
Pohorská Ves je obcí s rekordně nízkým věkovým průměrem. Naopak má rekordně vysoký podíl dětí do 15 let a procento nezaměstnaných osob (v říjnu 2010 nezaměstnanost v obci dosahovala 28,1 %). Všechny 3 ukazatele byly u Pohorské Vsi nejvyšší na celém okrese Český Krumlov. Je to dáno zejména sociálním složením obce – žije zde relativně velké množství Romů a lidí s nižším vzděláním.  V roce 2017 měla obec nejvíce lidí s dluhy v zemi, konkrétně 60,1 % obyvatel.
Přesto je však obec relativně úpravná. Funguje zde totiž informační centrum, které neslouží pouze turistům, ale také obyvatelům obce. Místní dobrovolní pracovníci společně se zdejším farářem zajišťují program dětem a snaží se je motivovat k lepšímu vzdělání a k lepšímu přístupu k práci. Centrum nemotivuje pouze děti, ale také dospělé (např. vyhlašováním soutěže „Pohorská Ves krásnější“.)

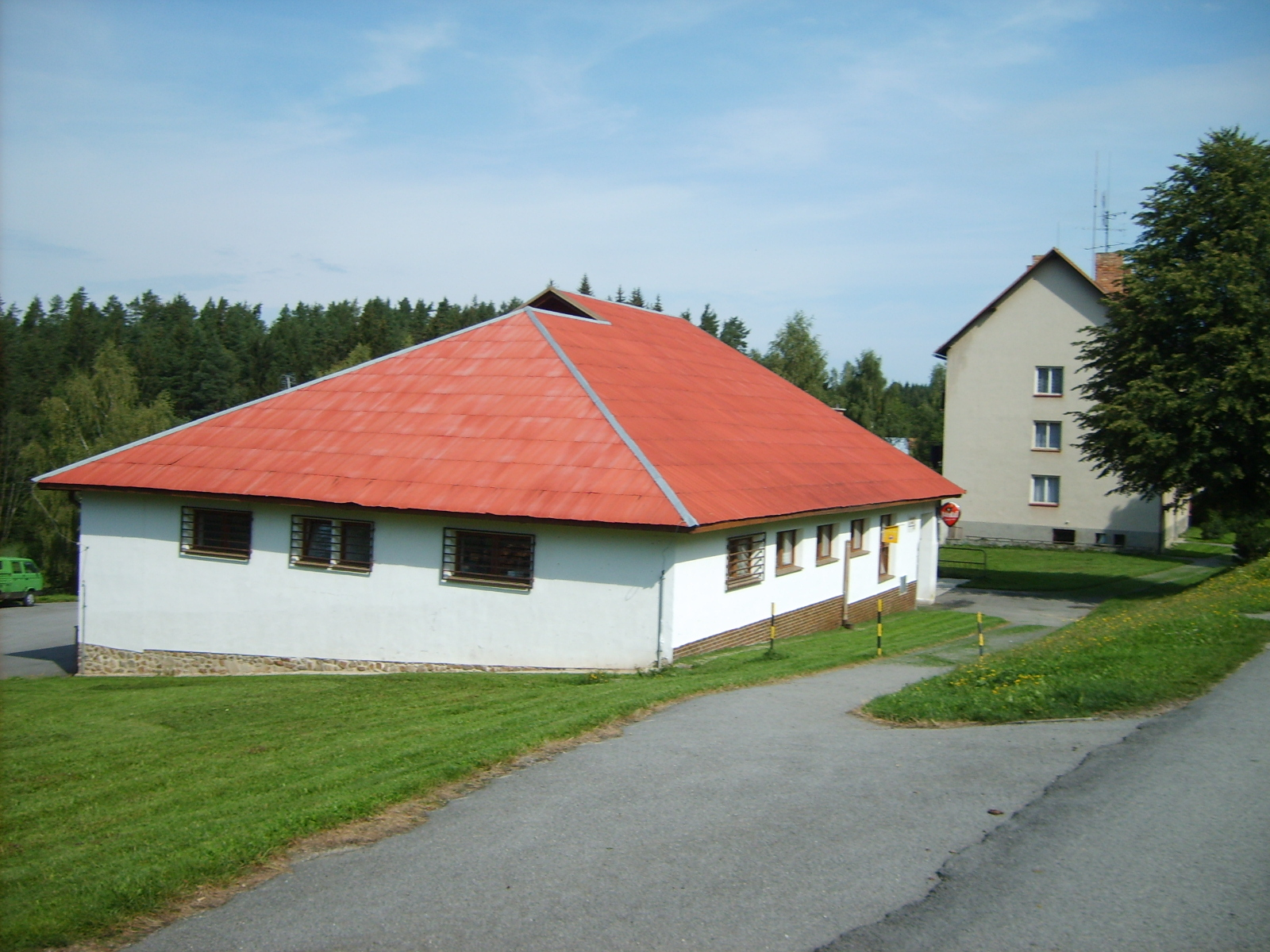
Obchod se smíšeným zbožím

Obecní úřad zajišťuje zdejším nezaměstnaným různé sezónní práce zahrnující mimo jiné i další zvelebování obce (sekání trávy, úpravy povrch cest, atd.) Navíc zde byly v posledních letech proinvestovány prostředky Evropské unie na podporu turistického ruchu – z nich bylo zřízeno právě výše uvedené infocentrum, dále byly vyznačeny cyklotrasy a upraven informační systém.
Místním i turistům slouží v obci obchod se smíšeným zbožím a 2 restaurace. V budově infocentra a obecního úřadu najdeme také knihovnu, obec je zřizovatelem mateřské školy. Z hlediska kultury jsou několikrát do roka organizována různá setkání a akce pro děti i dospělé. Zdejší fotbalový klub však zde již zanikl, ale je zde fungující jezdecký klub.

## Obyvatelstvo

### Vývoj počtu obyvatel
| Rok sčítání                | 1869  | 1900  | 1930  | 1950 | 1970 | 1980 | 1991 | 2001 | 2011 |
| -------------------------- | ----- | ----- | ----- | ---- | ---- | ---- | ---- | ---- | ---- |
| Počet obyvatel (celá obec) | 2 879 | 2 770 | 2 202 | 431  | 306  | 294  | 308  | 323  | 264  |
| Pohorská Ves               | 792   | 993   | 856   | 155  | 197  | 294  | 308  | 320  | 264  |
| Pohoří na Šumavě           | 1 488 | 1 274 | 937   | 97   | 35   | 0    | 0    | 0    | 0    |
| Lužnice                    | 599   | 503   | 409   | 179  | 74   | 0    | 0    | 3    | 0    |

### Sčítání lidu, 2001
- Počet obyvatel: 323
- Národnost:
  - česká : 90,4 %
  - slovenská : 6,2 %
  - německá : 0,9 %
  - ukrajinská : 1,3 %

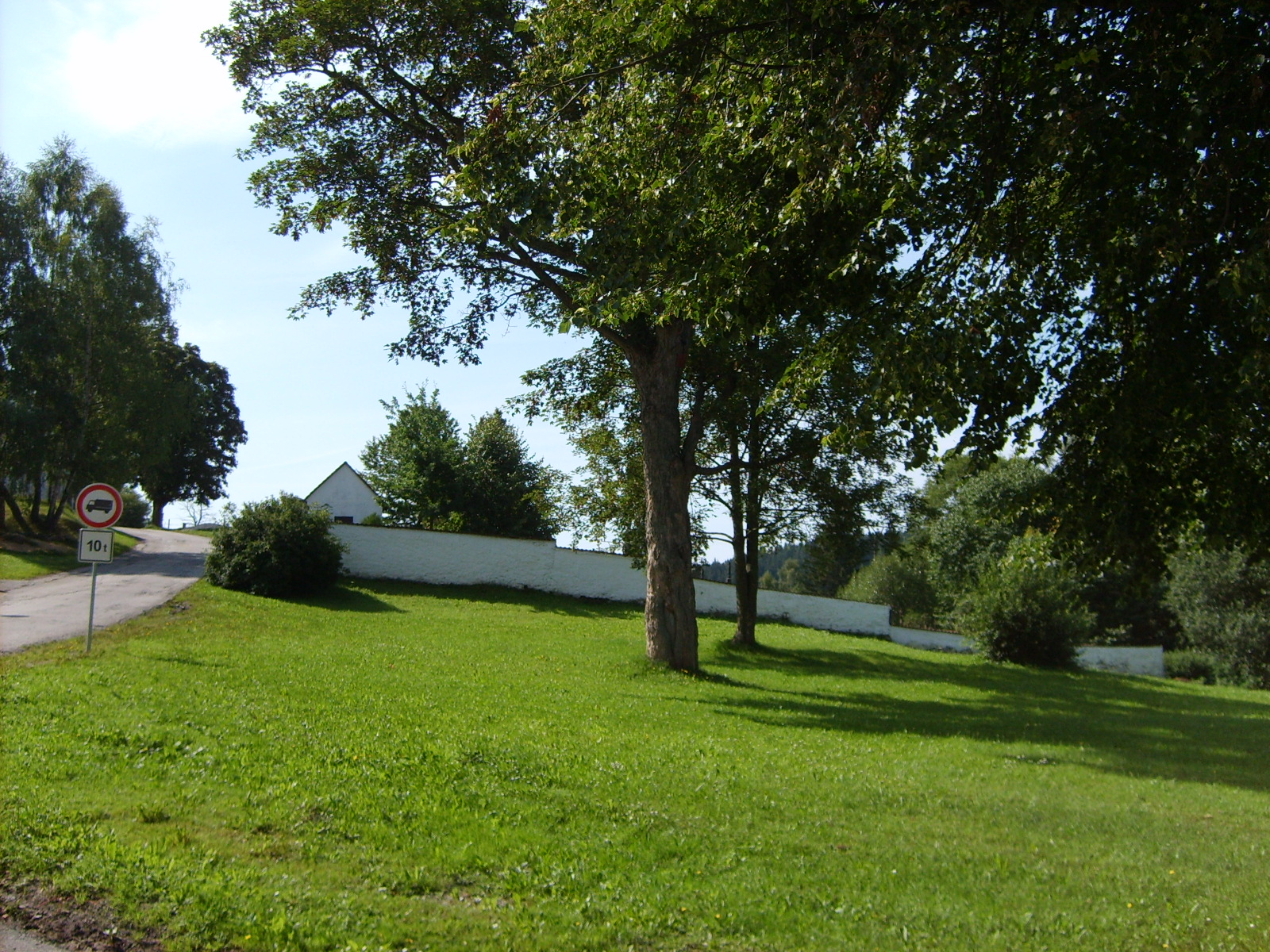
Hřbitov na okraji Pohorské Vsi

- Náboženské vyznání: věřící : 26,0 %
- Ekonomická aktivita: ekonomicky aktivní : 146 , z toho:
  - nezaměstnaní: 17,1 %
  - zaměstnaní v průmyslu: 41,8 %
  - v zemědělství: 21,2 %
  - ve veřejné správě: 9,6 %
  - v obchodu: 5,5 %

### MVČR, 2007
- Počet obyvatel : 303 , z toho:
  - podíl mužů: 54,5 %
  - podíl dětí do 15 let: 20,5 %
- Průměrný věk: 31,4 let

### Sčítání lidu, 2011
- Počet obyvatel: 264[8], z toho:
  - podíl mužů: 53,8 %
  - podíl dětí do 15 let: 22,0 %
- Národnost:
  - česká : 61,0 %
  - slovenská : 1,1 %
  - moravská : 0,8 %
  - romská: 0,4 %
  - nedeklarovaná: 35,2
- Náboženské vyznání: věřící : 18,6 %
- Ekonomická aktivita: ekonomicky aktivní : 108 , z toho:
  - nezaměstnaní: 38,9 %

### Mapa exekucí
Mapa exekucí, 2017
- Počet obyvatel nad 15 let: 208
- Počet obyvatel v exekuci: 125
- Podíl obyvatel v exekuci: 60,10%
- Počet exekucí: 654
- Exekučně vymáháná jistina: 18 782 446 Kč
- Průměrná jistina na exekuci: 28 719 Kč

## Pamětihodnosti
- Kostel svatého Linharta – kostelík na návsi v Pohorské Vsi.

## Doprava

### Silnice
Do Pohorské Vsi vede 1 silnice II. třídy a 2 silnice III. třídy.
Silnice II/158 vede z Kaplice přes Malonty a Pohorskou Ves do Pohoří na Šumavě.
Silnice III. třídy vedou do vsi z Benešova nad Černou a z Horní Stropnice.

### Autobusy
- Kaplice – Benešov nad Černou – Pohorská Ves (ČSAD České Budějovice, prov. Kaplice)
- Trhové Sviny – Benešov nad Černou – Pohorská Ves (ČSAD JIHOTRANS, prov. České Budějovice)

### Turistické přechody

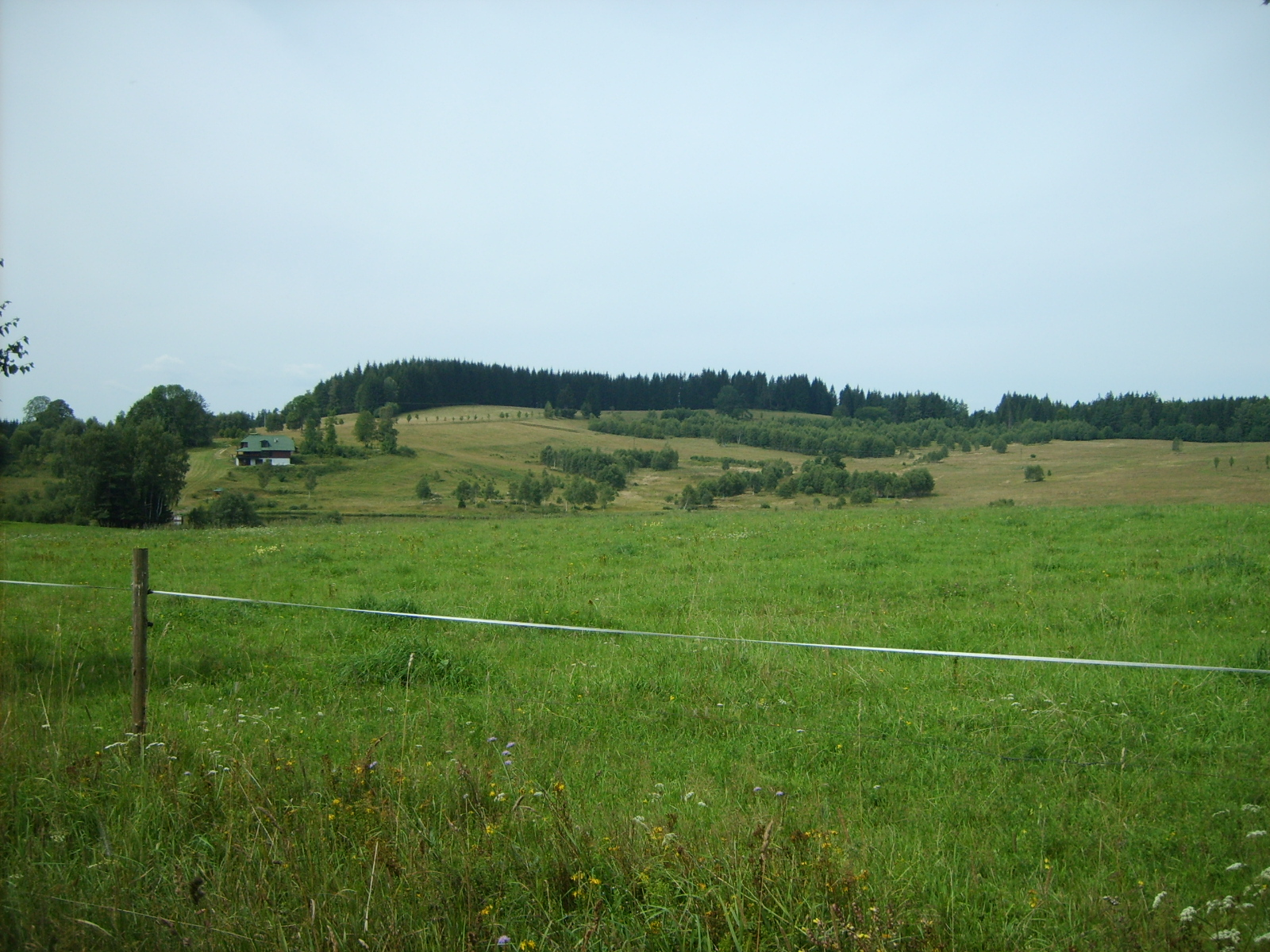
Území zaniklé obce Dolní Přibrání v jihozápadní části obecního katastru

Na území obce jsou turistické přechody do Rakouska, a to na turistických stezkách:
- Pohoří na Šumavě - Stadlberg a
- Stříbrné Hutě - Joachimsthal[10]

Dále je zde společná hraniční cesta Pohorská Ves - Bad Großpertholz.